# Aeródromo Aeroclub Manitoba
El Aeródromo de Ciudad Cuauhtémoc (Código DGAC: AMT) o simplemente Aeroclub Manitoba es un pequeño aeropuerto privado operado por Aero Club Manitoba S.A. de C.V. ubicado a 28 kilómetros al norte de Ciudad Cuauhtémoc, Chihuahua. Cuenta con una pista de aterrizaje de 1,650 metros de largo y 17 metros de ancho, una plataforma de aviación de 4,250 metros cuadrados (25m x 170m), 2 calles de rodaje y hangares. Actualmente solo se usa con propósitos de aviación general y es sede e la Escuela de Aviación Manitoba.

## Accidentes e incidentes
- El 23 de julio de 2019 una aeronave Piper PA-30-160 Twin Comanche con matrícula XB-OYB propiedad de la Escuela de Aviación Aeroclub Manitoba que cubría un vuelo privado entre el Aeródromo de Manitoba y el Aeropuerto de Durango se estrelló en un campo agrícola poco después de despegar en el municipio de Cuauhtémoc, Chihuahua, matando al piloto y a los 3 pasajeros, entre ellos el fundador y pastor de la Iglesia Lebenswasser y otros 2 miembros de la comunidad Menonita en México.[2][3][4][5]

- El 23 de enero del 2022 una aeronave Van´s RV-6A con matrícula XB-JXK propiedad de la Escuela de Aviación Aeroclub Manitoba que cubría un vuelo local de entrenamiento, se precipitó a tierra en terrenos del aeródromo, impactando contra terreno e incendiándose posteriormente, muriendo el alumno y el instructor de vuelo.[6][7][8]